# Edmond Francis Prendergast
Edmond Francis Prendergast (ur. 3 maja 1843 w Clonmel w Irlandii, zm. 26 lutego 1918 w Filadelfii) – amerykański duchowny katolicki pochodzenia irlandzkiego, arcybiskup metropolita Filadelfii w latach 1911-1918.

## Życiorys
Urodził się w hrabstwie Tipperary w rodzinie Lawrence'a i Joanny z domu Carew. Trzech jego wujów i dwóch braci także było kapłanami, a dwie siostry zostały zakonnicami. W roku 1859 wyjechał do USA na zaproszenie swego krewnego. Tam ukończył seminarium duchowne św. Karola Boromeusza w Filadelfii. Święcenia kapłańskie otrzymał 17 listopada 1865 roku z rąk bpa Jamesa Wooda. Kolejne dziesięciolecia poświęcił pracy duszpasterskiej, będąc m.in. proboszczem w Bristol, Allentown i parafii św. Malachiasza w Filadelfii (1874-1811). W roku 1895 mianowany wikariuszem generalnym archidiecezji Filadelfia.
5 grudnia 1896 otrzymał nominację na pierwszego w historii biskupa pomocniczego Filadelfii ze stolicą tytularną Sicilium. Sakry udzielił mu jego ówczesny zwierzchnik abp Patrick John Ryan. Nadal pełnił swe dotychczasowe obowiązki wikariusza generalnego i proboszcza u św. Malachiasza. Oprócz tego przewodził archidiecezjalnemu Komitetowi ds. Budownictwa. Od roku 1911, po śmierci abpa Ryana, zarządzał archidiecezją jako administrator apostolski. Niedługo później, 27 maja 1911 roku, papież Pius X mianował go arcybiskupem macierzystej archidiecezji. Jego rządy odznaczały się wzrostem nowych parafii i szkół parafialnych, założył też dom pomocy dla rekonwalescentów i kalekich dzieci. Kapłani i świeccy cenili go jako przyjaciela i zatroskanego ojca. Pochowany został w krypcie archikatedry. Szkoła średnia w Drexel Hill została nazwana jego imieniem.